# Idioma tutchone
Tutchone, una lengua atabascana hablada en el territorio de Yukón en Canadá. Tiene dos idiomas separadas a veces consideradas de los lectos, tutchone del sur y tutchone del norte.

## Dialectos
Meridionales (Dän kʼè):
- Aisihilik
- Tàaʼan
- Klukshu
- Kluane

Septentrionales (Dän kʼí):
- Big Salmon
- Pelly Crossing
- Mayo
- White River